# Övre Torp

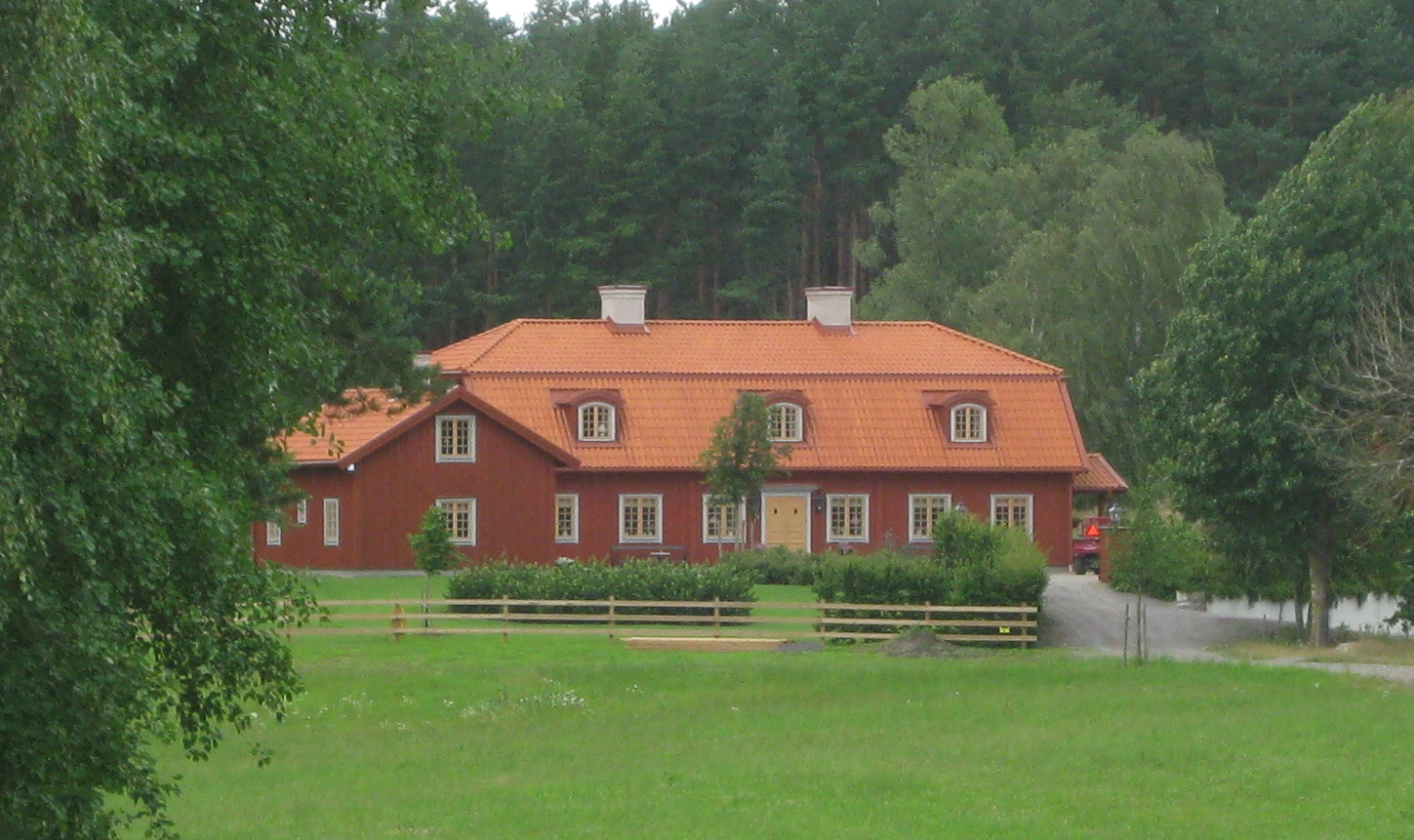
Övre Torp

Övre Torp är en gård vid sjön Båven, i Hyltinge socken i Flens kommun i Södermanland. Den köptes 2004 av Sveriges dåvarande statsminister Göran Persson med maka Anitra Steen, för 12,5 miljoner kronor. Paret har låtit bygga en ny mangårdsbyggnad i karolinerstil. Gården omfattar efter köp av en granngård cirka 370 hektar mark.